# Jugend
Jugend – Münchner illustrierte Wochenschrift für Kunst und Leben (Jeunesse : hebdomadaire munichois illustré d'art et de vie quotidienne)  est une revue artistique et littéraire créée par Georg Hirth et publiée entre 1896 et 1940 à Munich.

## Historique
La première livraison, un numéro double, sort en janvier 1896 à un rythme hebdomadaire. Le format est de 23 x 30,5 cm. Le nombre de pages varie et croit au cours des années. La couverture est en couleur et pages intérieures sont soit en noir et blanc, soit en couleur. L'éditeur est « G. Hirth's Verlag in München & Leipzig » jusqu'en 1913. 
L'une des particularités de ce périodique est que la couverture change à chaque numéro. Le dessinateur illustre le concept de jeunesse (Jugend en allemand).
À la mort de Hirth, Franz Schoenberner (de) prend la direction de la revue. Parmi les rédacteurs en chef qui se sont succédé, citons Hans E. Hirsch, Theodor Riegler et Wolfgang Petzet. À côté de rédacteurs comme Fritz von Ostini (de) ou Albert Matthäi (de), on trouve Franz Langheinrich (de) comme responsable de la photographie.
Jugend est lié au terme « Jugendstil », qui correspond à l'expression allemande de l'Art nouveau. La revue est un acteur important du monde artistique et littéraire de son époque. Cependant l'étiquette Jungendstil est trop réductrice pour rendre compte du contenu et de l'orientation de la revue, même au moment de sa plus grande popularité. À côté des illustrations de style résolument moderniste, la revue montre des dessins plus conventionnels, et réserve une part importante de ses pages aux textes satiriques et aux caricatures.
Parmi les premiers artistes, citons : Otto Eckmann, Josef Rudolf Witzel, Ernst Barlach, Lovis Corinth, Adolf Höfer (de), E. M. Lilien, Angelo Jank, Konrad Starke, Julius Diez...
Durant la Première Guerre mondiale, Jugend adopte un point de vue plus patriote.
Elle évolue de nouveau à partir des années 1920 en s'ouvrant à une nouvelle génération d'artistes et en publiant des textes de Kurt Tucholsky, Erich Kästner et des dessins de George Grosz, entre autres.
À partir de 1933, la revue s'aligne sur certaines positions esthétiques du parti national-socialiste, ce qui ne l'empêche pas de disparaître en 1940.